# Giardia duodenalis
A Giardia duodenalis, más néven Giardia intestinalis és Giardia lamblia a Giardia génusz vékonybélben élő parazitája, a giardiázis okozója. A parazita az epitéliumhoz ventrális tapadókoronggal tapad, és kettéhasadással szaporodik. A giardiázis nem terjed a véráramban vagy a bélrendszer más részeire, de a vékonybél lumenjéhez tapad. Külső membránja van, mely lehetővé teszi az életfenntartást a gazdaszervezeten kívül és a klóros fertőtlenítésnek való ellenállást. A Giardia-trofozoiták a lumenből szívják fel tápanyagukat, és anaerobok. Felbontásakor és színezésekor mosolygóarc-mintát mutat.
A humán fertőzés fő útjai közé tartozik a tisztítatlan ivóvíz bevitele (a leggyakoribb fertőzési módszer), a humán széklettel szennyezett étel, talaj és szennyvíz, melyek sok fejlődő országban gyakoriak. A természetes vizek az intenzíven legeltetett vízgyűjtő területeken is szennyeződhetnek.
Világszerte történnek Giardia-fertőzések. Ez az Amerikai Egyesült Államokban és Kanadában a napközi ellátásban résztvevő gyermekek, a turisták, a családtagok és az immunhiányos felnőttek leggyakoribb bélparazitája. Évente mintegy 20 000 eset derül ki.

## Életciklus

A Giardia duodenalis életciklusa

A G. duodenalis életciklusa során két eltérő formával rendelkezik. Az osztódó forma a körte alakú mozgékony, csak a gazda vékonybelében túlélő trofozoita. A trofozoiták a bélnyálkahártyán át úsznak a bélepitéliumhoz való adhézióig. Ezután kettéosztódnak, további trofozoitákat vagy nem osztódó cisztákat alkotva. A ciszták áthaladnak a vastagbélen és a székletből ürülnek. A ciszta az életciklus stabil állapota. Ez könnyíti a cisztaátvitelt, ha egy G. duodenalis-gazda környezetébe cisztákat bocsát ki egy később az új gazda által megevett székletet. A ciszták hetekig vagy hónapokig fenn tudnak maradni a környezetben a trofozoitáknál lassabb anyagcsere miatt. Ez lehetővé teszi a környezeti stresszoroknak való ellenállást és a hideg, nedves környezetben való legjobb körülményeket. A ciszták az új gazdába kerülésig nyugalmi állapotban vannak. Az új gazdában a környezeti feltételek a cisztát két trofozoita képzésére serkentik, melyek ismét az epitél sejtekhez kötődnek, újraindítva a ciklust.

## Szerkezet
A trofozoita szerkezete összetett, két sejtmagja és 8 pár ostora van, melyek lehetővé teszik a gazdában való könnyű mozgást. Adhéziós korongja van a bélepitéliumhoz való könnyű adhézióhoz. Nincs Golgi-készüléke a sejttestben, mitoszómái elfajult mitokondriumokból jöttek létre. Ezek nem rendelkeznek mitokondriális genomokkal, de a sejtmagba került korábbi mitokondriális génekből származó fehérjéik vannak. A trofozoita környezeti stresszorok, például magas pH esetén cisztává válnak. A ciszta elsősorban a sejtmagot tartalmazza, és nincsenek a trofozoitákra jellemző szerkezetei, például ostora vagy adhéziós korongja. Ez lehetővé teszi a cisztának a nyugalomban maradást az új gazda általi felvételig, amikor is trofozoitává alakul vissza.

## Földrajzi prevalencia
A Giardia duodenalis az egész világon megtalálható, fejlett és fejlődő országokban egyaránt. Leggyakoribb a trópusi és a mérsékelt klímájú területeken. Giardiázist okoz. Évente közel 200 millió embert fertőz és 500 000 áldozata van. A legérintettebb korosztály a 0–4 éves gyermekeké. Globálisan ez a leggyakrabban azonosított protozoon-bélfertőzés. A magas jövedelmű országokban a fertőzési arány 2-5%, az alacsony és közepes jövedelműekben 20-30%. Az Amerikai Egyesült Államokban a legtöbb Giardia duodenalisszal fertőzött városi területeken, illetve délen él.
A ciszta hetekig vagy hónapokig élhet hideg vízben, így jelen lehet szennyezett kutakban és víztestekben, különösen állóvizekben, például természetes tavakban, esővíztároló rendszerekben és tisztának tűnő hegyi forrásokban. Jelen lehetnek továbbá fertőzött emberek vagy állatok székletével szennyezett felületeken, talajban, ételben vagy vízben. Megtalálható városi kutakban, és túléli a vízkezelést, mivel a ciszták ellenállnak a hagyományos vízkezelésnek, például a klórozásnak vagy az ozonolízisnek. Zoonózisként is előfordulhat, tehát a Giardia-fertőzés a vadonban élő vagy szennyezett vízben, különösen a hódgátakkal létrehozott tavakban úszó embereknek veszélyes.
A vízi források mellett faecalis-oralis átmenet is előfordulhat például napközi ellátásban, ahol a gyerekek higiéniás szokásai rosszak lehetnek. A gyerekkel dolgozók és a fertőzöttek családtagjai fertőzés kockázatának vannak kitéve. Nem minden Giardia-fertőzés tünetes, és sok ember ismeretlenül hordozó lehet.
A Giardia az ember mellett a kutyákat, macskákat és madarakat fertőző leggyakoribb paraziták egyike. Az emlősgazdák közt több tucat faj van, például marha, bárány és kecskék.
A macskák könnyen gyógyíthatók, a bárányoknál általában csak súlycsökkenés tapasztalható, de borjaknál a paraziták végzetesek lehetnek és gyakran az antibiotikumokra vagy az elektrolitokra nem reagálnak. A borjú hordozók is lehetnek tünetmentesek. A parazita csincsillákra halálos, így nagyobb odafigyelést igényelnek a biztonságos víz terén. A kutyák fertőzési aránya magas (a kennelekben élő 1 év alatti populáció 30%-a igazoltan fertőzött). A fertőzés kölykökben gyakoribb, mint felnőtt kutyákban. A fertőzött kutyák izolálva vagy teljes csoportként kezelhetők. A kennelek fertőtlenítővel vagy más tisztítószerrel tisztítandók. Az edzésre használt füves területek legalább 1 hónapig fertőzöttként kezelendők a tünetek megjelenése után, mivel a ciszták hosszú ideig túlélhetnek. A prevenció a fertőzött kutyák legalább 20 napos karanténjával, alapos kezeléssel és tiszta víz biztosításával érhető el.

## Sejtbiológia

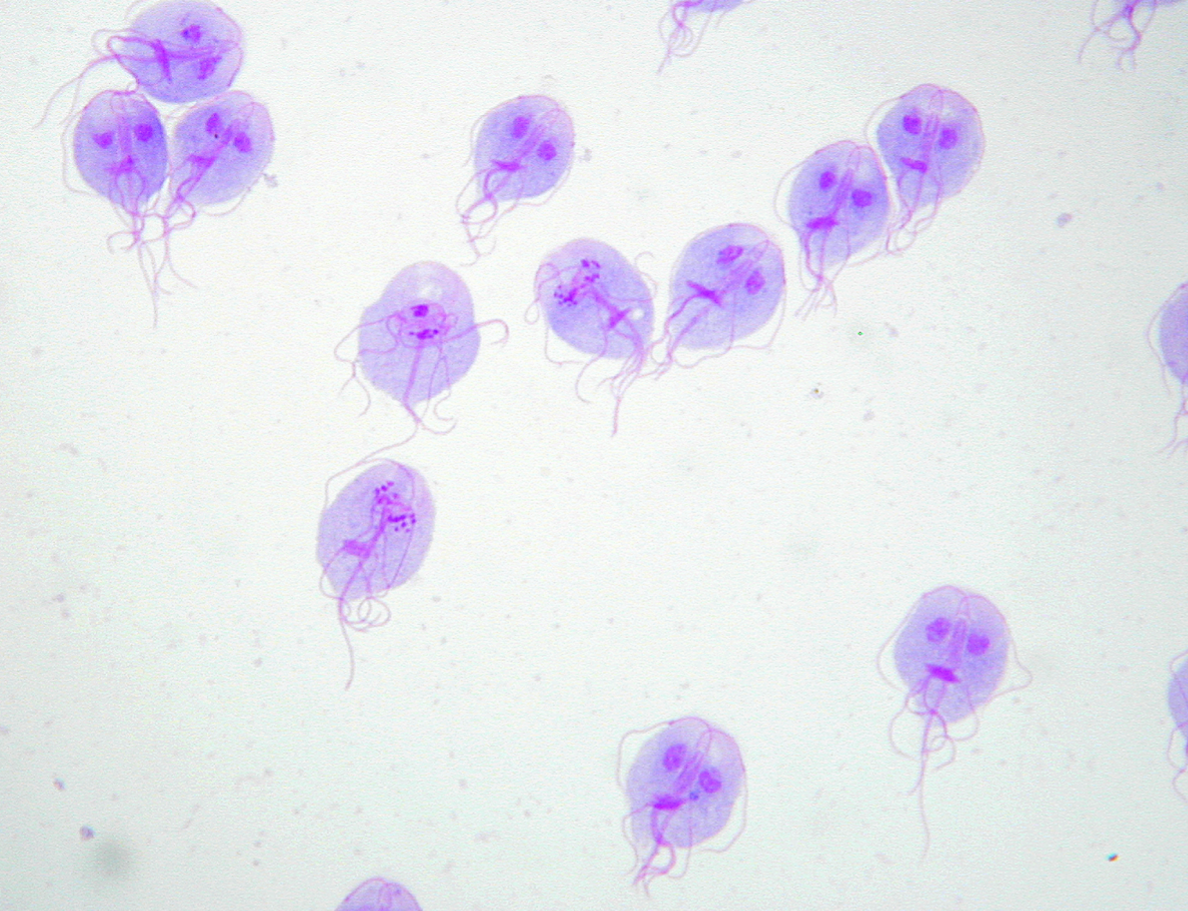
Giemsával festett Giardia-trofozoiták 100-szoros nagyításban

A G. duodenalis-trofozoiták 10–20 μm hosszú, 7–10 μm széles, 2–4 μm vastag körte alakú sejtek 4 pár ostorral mozognak, melyek a trofozoitákat a bélen át mozgatják. Minden G. duodenalis-sejt kétmagvú, s mindkét mag aktívan átír géneket. A magokhoz közel rendelkeznek endoplazmatikus retikulummal, mely a sejt nagy részét alkotja. A cisztává alakuláshoz közeli trofozoiták cisztáváalakulás-specifikus vezikulumokat tartalmaznak, melyek a cisztafal létrejöttének kezdetekor eltűnnek. A legtöbb eukariótával szemben a G. duodenalis-sejtek nem rendelkeznek mitokondriummal, ehelyett redukált metabolikus sejtszervecskével, mitoszómával rendelkeznek. Ezenkívül nincsen Golgi-készülékük, ehelyett elválasztó rendszerük az endoplazmatikus retikulumból és a sejtekben szétszórt perifériás vezikulumokból áll. A perifériás vezikulumok felelnek a sejten kívüli tápanyagok felvételéért és a fölös anyagok leadásáért is. Minden sejt egy pár rideg mediántestet tartalmaz, melyek a sejtváz részei.. A torfozoiták a gazda epitél sejtjeihez speciális ventrális lemezzel csatlakoznak.
A ciszták a trofozoitáknál kisebb ovális sejtek. Ostoruk nincs, cisztafaluk sima, tiszta. Minden ciszta 2 trofozoita sejtalkotóit tartalmazza (4 sejtmag, 2 ventrális lemez stb.).

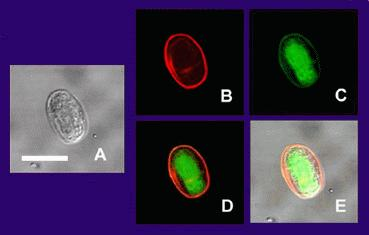
G. lamblia-ciszta több képe konfokális mikroszkópiával. A vonal 10 μm. (A) Transzmissziós, (B) fluoreszcens antitesttel, (C) karboxifluoreszcein-diacetáttal végzett képalkotással, (D) B és C, (E) A, B és C összevonása

### Anyagcsere
Elsősorban glükóz glikolízises bontásával és az arginin-dihidroláz-úttal szerez energiát. Nem képes önálló nukleotidszintézisre, ehelyett a gazdától szerzi őket. A vas-kén csoportok szintézise a kettős membránnal határolt mitoszómában történik, mely feltehetően a mitokondrium maradványa. A sejtek 25-100 mitoszómát tartalmaznak két csoportban (perifériás (a sejtben elszórt) és központi (ismeretlen okból a sejt központjában csoportosuló) mitoszómák). A mitokondriumokhoz hasonlóan az adott peptidjel-szekvenciájú fehérjék a mitoszómába kerülnek, de tőlük eltérően nincs saját genomjuk. A mitoszómák fehérjéit a Giardia magi genomja kódolja.

### Genetika
A Giardia és a Diplomonadida többi tagja egyediek a két hasonló kinézetű, DNS-ű, transzkripciójú és replikációs idejű sejtmaggal. Haploid genomonként 5 kromoszómája van. A genomot 2007-ben szekvenálták és közölték, de ez nem teljes. A szekvencia mintegy 12 millió bázispárból és 5000 fehérjekódoló génből áll. GC-tartalma 46%. Trofozoitái tetra-, cisztái oktaploidok, ez alapján nem ismert a sejtmagközi homogenitás fennmaradásának módja. Modern szekvenáló technológiák használatosak a különböző törzsek újraszekvenálásához.

## Immunológia
A Giardia-fertőzések kontrolláltak – néhány hét alatt a gazda immunrendszere irányíthatja, a krónikus giardiázis általában immunhiányos emberekben alakul ki. A fertőzés során különböző mechanizmusokat aktivál a veleszületett és az adaptív immunrendszerből. Az első fizikai gát a nyálkahártya, ahol epitél immunsejtekkel, általuk kibocsátott antimikrobiális peptidekkel, nitrogén-monoxiddal és proinflammatiós citokinekkel, például IL-6-tal kölcsönhat. Ezenkívül a TLR2-t és TLR4-et is aktiválhatja. A T-sejtes válasz tartalmazza a T-helper és citotoxikus T-sejteket, továbbá a B-sejtek IgA-termelése is segít a fertőzés megszüntetésében.

## Evolúció
A Giardia feltehetően elsődlegesen ivartalanul szaporodik a sejtmagok közti DNS-transzferre való mód nélkül. Ez a heterozigóták arányának mértékét (<0,01%) a WB genomizolátumban nehezen magyarázza, de e feltételezések kétségesek, mivel rekombináció lehetősége derült ki, és meiotikus géneket azonosítottak, az izolátumok közti rekombinációt lehetővé téve és a magok közti örökítőanyag-cserét bizonyítva.
A Giardia ivarosságáról szóló tanulmányok fontosak az eukarióták ivaros szaporodásának megértéséhez. Bár az ivaros szaporodás a jelenlegi eukariótákban gyakori, 2010-ig nem volt bizonyított elsődlegessége és alapvetősége. Ama nézet valószínű oka, hogy az ivarosság nem alapvető az eukariótákban, feltehetően az volt, hogy az őseiktől az eukarióták közt korán levált humán egysejtű eukarióta patogének egy részében (például a Giardiában) úgy tűnt, nem volt jelen az ivaros szaporodás.
A Giardiában lévő rekombináció fenti bizonyítékán kívül Malik et al. beszámoltak a Giardia genomjában található meiózisspecifikus génekről és azok homológjainak előfordulásáról a Trichomonas vaginalisban. Mivel e két faj erősen divergens csoportokból származik, Malik et al. szerint e gének az összes eukarióta közös ősében is jelen lehettek. Ez alapján a legkorábbi eukarióta ős képes lehetett ivaros szaporodásra. Ezenkívül Dacks és Roger filogenetikai elemzés alapján feltételezték a fakultatív ivaros szaporodást az eukarióták közös ősében. Bernstein et al. is e nézetet alátámasztó bizonyítékot elemeztek.
A G. duodenalisnak 8 fő kládja (A–H) ismert, az A és a B pedig 3, illetve 4 kládra osztható, a többi rendszertana nem ismert. Különböző gazdákból származó genotípus-elemzése alapján az A és B gazdatartománya a legnagyobb, és ezek az embert fertőző legfontosabb G. duodenalis-genotípusok. Az egyes kládok és részeik közt jelentős genetikai különbségek vannak például fehérjék jelenléte és hiánya terén.

## Kutatás
A Kaliforniai Egyetem kutatója, Frances Gillin és társai a parazita teljes életciklusát tenyésztették, és biokémiai nyomokat észleltek a gazda emésztőrendszerében, melyek életciklusbeli változásait okozzák. Ezenkívül számos módot is kiderítettek, melyek révén a parazita a fertőzött élőlény védekezését gyengíti. Ezek egyike a felszíni fehérjék módosítása (antigénvariáció), mely megzavarja a fertőzött állat immunrendszerét a parazita észlelésében és a fertőzés megszüntetésében. Gillin munkája kiderítette, miért oly állandók és ismétlődőek a Giardia-fertőzések.
2008 decemberében a Nature-ben megjelent Hugo Lujan et al. a Giardia variánsspecifikus felszíni fehérjék immunválasz-kerülést biztosító módosítását lehetővé tevő RNS-interferencia-mechanizmus felfedezéséről szóló tanulmánya.
A fő szervezet a Giardiáról a Nemzetközi Giardia- és Cryptosporidium-konferencia. A legfrissebb (Rouen, 2019) kiadás eredményei összefoglalója elérhető.

## Történet

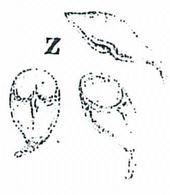
Giardia-trofozoita. Vilém Lambl rajza, megjelent 1859-ben

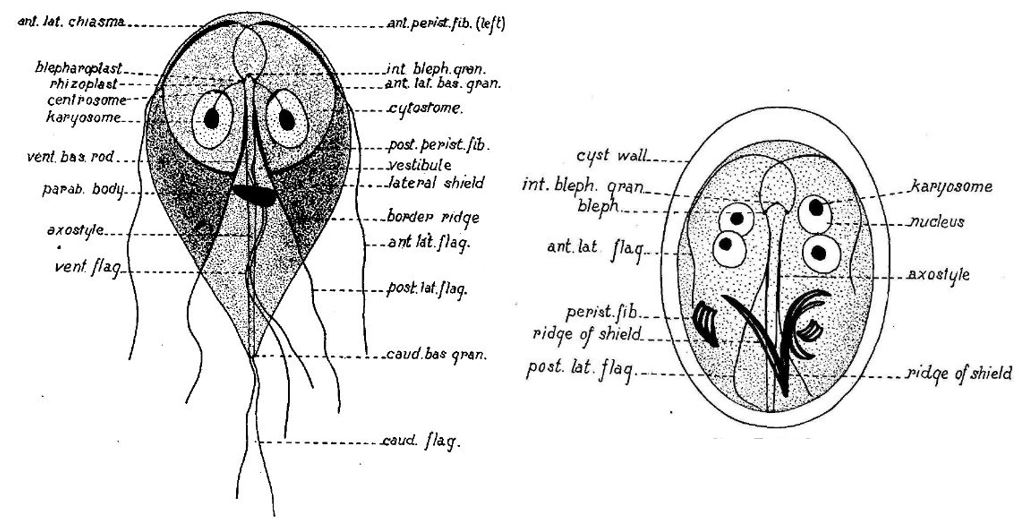
Giardia-trofozoita és -ciszta. Charles E. Simon rajza (1921)

A Giardiát először feltehetően 1681-ben írta le Antonie van Leeuwenhoek Robert Hooke-hoz írt levelében, ahol a székletében lévő, a Giardia-trofozoitákhoz hasonló „állatkákról” írt. Ezután csak 1859-ben írták le, amikor Vilém Lambl 1859-ben egy beteg gyermek székletében lévő trofozoitákról írt. Lambl ezt Cercomonas intestinalisnak nevezte. 1888-ban Raphaël Blanchard a parazitát átnevezte Lamblia intestinalisra Lambl tiszteletére. 1915-ben Charles Stiles az élőlényt Giardia lambliára nevezte át Lambl és Alfred Mathieu Giard tiszteletére. 1921-ben Charles E. Simon a parazitáról részletes leírást adott.

## Fordítás
Ez a szócikk részben vagy egészben  a   Giardia duodenalis című angol Wikipédia-szócikk ezen változatának fordításán alapul.  Az eredeti cikk szerkesztőit annak laptörténete sorolja fel. Ez a jelzés csupán a megfogalmazás eredetét és a szerzői jogokat jelzi, nem szolgál a cikkben szereplő információk forrásmegjelöléseként.